# Масачузетс
Масачузетс (на английски: Massachusetts), официално – Общност на Масачузетс (на английски: Commonwealth of Massachusetts), е щат в североизточната част на Съединените американски щати, в областта Нова Англия. Пощенският код на щата е MA, а столица и най-голям град е Бостън, който е и най-населеният град в област Нова Англия. Над 80% от населението на Масачузетс живее в региона на голям Бостън. Регионът е значим за Америка в исторически, академичен и индустриален план. Първоначално населението му се занимава с риболов, земеделие и търговия, но по време на индустриалната революция Масачузетс се трансформира в индустриален център. През XX век икономическият профил на щата се измества към услугите. Съвременен Масачузетс е глобален лидер в биотехнологиите, инженерството, образованието и финансите.

## История
Щатът носи името на индианското племе масачусет, което някога е населявало източните му територии и е един от първите тринадесет колонии на европейски заселници. През 1620 г. в Плимутската колония се заселват пилигримите, пристигнали с кораба Мейфлауър. Първоначално отношенията със завареното местно население са приятелски, а заселниците празнуват първия Ден на благодарността за плодородната реколта заедно с индианците, които са им помогнали да преживеят предходната зима. Скоро пристигат и други пуритани и през 1630 г. е основана колонията Масачузетс Бей на мястото на днешен Бостън.
През 1691 г. колониите Плимут, Масачузетс Бей и Мейн се обединяват в провинция Масачузетс Бей, която получава официална краска харта от английските монарси Уилям и Мери. Съответно управлението на колонията е поверено на губернатор, назначаван от Англия. Заселниците са силно религиозни и през 1692 г. град Сейлъм и околните райони преживяват един от най-скандалните случаи на масова истерия в Съединените щати – процесите на Салемските вещици срещу жени, обвинени в магьосничество.
Масачузетс се превръща в център на борбата за независимост на тринадесетте колонии от Великобритания – местните колонисти не са доволни от английското управление и се вдигат на бунт още през 1680-те години. Опитите на английското правителство да увеличи данъците след края на Френската и индианска война през 1763 г. водят до т.нар. Бостънско кръвопролитие (на английски: Boston Massacre) през 1770 и кулминират в известното Бостънско чаено парти от 1773 г., което допринася за започването на Американската революция.
Американската революция започва с битките при Лексингтън и Конкорд през април 1775 г. През юни бъдещият президент Джордж Вашингтон оглавява Континенталната армия. Неговата първа победа е при обсадата на Бостън през зимата на 1775 – 1776, след която британските сили са принудени да напуснат града.
Масачузетс е шестият поред щат, ратифицирал Конституцията през февруари 1786 г. Приет е в състава на САЩ на 6 февруари 1788 г. Роденият в Масачузетс Джон Адамс изиграва голяма роля в борбата за независимост и е един от бащите-основатели на САЩ. Той е първият вицепрезидент и вторият президент на САЩ (1797 – 1801). Неговият син Джон Куинси Адамс е шести президент на САЩ (1825 – 1829).

## География
Граничи на север с щатите Върмонт и Ню Хампшър, на изток и югоизток – с Атлантическия океан, на юг – с Род Айлънд и Кънектикът, а на запад – с Ню Йорк. Населението на Масачузетс е около 6 794 422 души (2015).
Масачузетс има площ от 26 816 km², което го поставя сред най-малките по площ щати (на седмо място). От нея 20 295 km² са суша и 6521 km² вода. Най-високата точка на щата е връх Грейлок, разположен в северозападната част на щата, достигащ 1063 m.
Релефът на щата е хълмист и равнинен. Живописно разположен в най-източната част на щата е полуостров Кейп код. Крайбрежието е силно разчленено от множество заливи, най-големите от които са Масачузетският, Бостънският и Кейп-Кодският залив. По-големи острови са Нантакет и Мартас Винярд.

## Икономика
Масачузетс е един от водещите щати по икономически показатели. Средният годишен доход на човек е 50 735 $ (на трето място в страната). Високите технологии, финансовия сектор, медицинските услуги, биотехнологиите и туризма са основните отрасли в икономиката. Към април 2010 безработицата е 9,2%.
Най-важната селскостопанска продукция на щата са боровинките (на 2-ро място по производство след Уисконсин) и морските продукти. Произвежда се също разсад, млечни продукти, зеленчуци. Основната промишлена продукция са машини, електрооборудване, научни инструменти, печатни издания (издателска дейност), развит е и туризмът.

## Градове
- Барнстабъл
- Бевърли
- Бостън
- Броктън
- Бърлингтън
- Гарднър
- Евърът
- Кеймбридж
- Куинси
- Лиоминстър
- Милтън
- Ню Бедфорд
- Нюбърипорт
- Нютън
- Питсфийлд
- Ривиър
- Спрингфийлд
- Уест Нюбъри
- Уест Спрингфийлд
- Уотъртаун
- Устър
- Фол Ривър
- Франклин
- Челси

## Градчета
- Адамс
- Бриджуотър
- Бруклайн
- Марбълхед
- Нейтик
- Орлиънс
- Плимът
- Провинстаун
- Уест Нюбъри
- Фалмът
- Фоксбъроу
- Хаянис
- Чатам
- Шрусбъри
- Ярмът

## Окръзи
Масачузетс е разделен на 14 окръга:
1. Бристъл
2. Дюкс
3. Есекс
4. Норфолк
5. Плимът
6. Хампшър
7. Барнстабъл
8. Нантакет
9. Бъргсшър
10. Франклин
11. Хемпдън
12. Устър
13. Мидълсекс
14. Съфолк

## Българска диаспора
По неофициални данни броят на българите в Масачузетс е около 6000 души. В Бостън има български православен храм „Света Петка“, като службите се водят съвместно със сръбската православна общност. Голяма част от студентите, идващи по летни работни програми, пребивават в Кейп Код в периода от средата на май докъм края на септември.